# Thanh Phước
Thanh Phước là một xã thuộc huyện Gò Dầu, tỉnh Tây Ninh, Việt Nam.

## Địa lý
Xã Thanh Phước có diện tích 25,08 km², dân số năm 2019 là 18.798 người, mật độ dân số đạt 750 người/km².

## Hành chính
Xã Thanh Phước được chia thành 8 ấp: Cây Xoài, Rỗng Tượng, Trâm Vàng 1, Trâm Vàng 2, Trâm Vàng 3, Xóm Đồng, Xóm Mới 1, Xóm Mới 2.